# Костянтин Всеволодович
Костянти́н Все́володович (18 травня 1186 — 2 лютого 1218) — ростовський князь та великий князь володимирський, старший син Всеволода Юрійовича Велике Гніздо від першого шлюбу з Марією, дочкою аланського князя Шварна.

## Біографія
Народився в місті Володимир-на-Клязьмі 18 травня 1185 року; ходив з батьком на вежі половецькі до Дону в 1198 році. 1206 року відісланий батьком княжити в Новгород. 
У десять років вже був повінчаний з дочкою Мстислава Романовича Смоленського. 1205 року батько посадив його на князювання в Новгороді, а 1207 року дав йому Ростов з іншими пятьма містами.
Відпускаючи, як старшого сина, Костянтина на новгородське князювання, Всеволод Юрійович промовив такі слова:
|  | сыну мой, Константине, на тобе Бог положил переже старейшиньство во всей братьи твоей, а Новгород Великий старейшинство имать княженью во всей Руськой земли |

Після смерті Всеволода у 1212 році між його синами почалась боротьба за владу у Великому князівстві Владимирському між Костянтином та його молодшим братом, Юрієм. У 1216 за допомогою новгородського князя, Мстиславом Удатним розбив війська своїх братів у битві на річці Липиці, що дозволила йому остаточно вокняжитись у Владимирі.
Помер 1218 року, заповівши владу у князівстві брату, Юрію, в цей же час і своїм синам роздав дрібні уділи у Суздальській землі.
У  Житомирі в 1971  було знайдено печатку його дружини датовану приблизно 1205—1208 роками.